# Zasjjitnik Sedov
Zasjjitnik Sedov (russisk: Защитник Седов) er en sovjetisk spillefilm fra 1988 af Jevgenij Tsymbal.

## Medvirkende
- Vladimir Ilin som Vladimir Sedov
- Albina Matvejeva som Olga
- Tamara Tjernova som Marija Antonovna
- Natalja Sjjukina som Katja
- Igor Sjternberg